# Small Talk (Film)
Small Talk ist ein britischer animierter Kurzfilm von Bob Godfrey aus dem Jahr 1993.

## Handlung
Sid erlebt einen aufregenden Tag. An einer Ampel wird der kleine Mann mit Brille grundlos von einem großen Punk angepöbelt. Er reißt ihm den Hut herunter und tritt auf ihn. Sid jedoch gibt vor, dass der Punk etwas am Schuh habe und schlägt ihn k. o., als der Punk sich niederbeugt. Was der Punk nicht wusste, ist, dass Sid den Schwarzen Gürtel in Karate hat.
Wenig später will Sid sein Fahrrad an einem Laternenmast festmachen, als ein Polizist es ihm mit Verweis auf die doppelte Sperrmarkierung auf der Straße untersagt. Unweit parkt zwar ein Rolls-Royce, doch erklärt der Polizist, dass dieser Wagen einem VIP gehört, der natürlich Sonderrechte habe. Daraufhin legt Sid dem Polizisten dar, dass er ein Spezialagent ist, der anonym in der Gegend nach Polizisten sucht, die ihre Arbeit nicht korrekt machen. Sid telefoniert und kurz darauf erscheint ein Polizeiwagen, der den Polizisten mitnimmt.
Wenig später hört Sid eine große Menschenmenge jubeln und sieht Queen Elisabeth in ihrer Goldenen Kutsche vorbeifahren. Da er immer ein britisches Fähnchen dabei hat, winkt er damit. Die Queen sieht ihn und lädt ihn in ihre Kutsche ein, doch lehnt Sid ab, da er in die entgegengesetzte Richtung muss. Die Queen ändert für ihn ihre Route und fährt ihn in ihrer Prunkkutsche bis vor die Haustür. Unterwegs drückt sie ihm einige MBE-Orden in die Hand, darunter einen für Harry, wenn Sid ihn mal wieder trifft.
Sid beendet den Bericht von seinem aufregenden Tag. Er sitzt mit seinem Trinkkumpan Harry in einer Kneipe und Harry, der sturzbetrunken ist, zeigt sich interessiert bis beeindruckt. Er beginnt, von einem ähnlichen Erlebnis zu berichten, kommt jedoch mit schwerer Zunge nicht weit.

## Produktion
Der Film wurde von Kevin Baldwin animiert und erstmals 1993 veröffentlicht. Sämtliche Figuren werden von Bob Godfrey gesprochen.

## Auszeichnungen
Small Talk wurde 1994 für einen Oscar in der Kategorie „Bester animierter Kurzfilm“ nominiert, konnte sich jedoch nicht gegen Wallace & Gromit – Die Techno-Hose durchsetzen. Im gleichen Jahr wurde er auf dem Chicago International Film Festival für einen Gold Hugo als Bester Kurzfilm nominiert.